# NGC 6867
NGC 6867 (również PGC 64203) – galaktyka spiralna z poprzeczką (SBbc), znajdująca się w gwiazdozbiorze Lunety. Odkrył ją 9 czerwca 1836 roku John Herschel.